# Sturt Gorge Recreation Park
Sturt Gorge Recreation Park är en park i Australien. Den ligger i delstaten South Australia, omkring 12 kilometer söder om delstatshuvudstaden Adelaide.
Runt Sturt Gorge Recreation Park är det ganska tätbefolkat, med 222 invånare per kvadratkilometer.. Närmaste större samhälle är Adelaide, omkring 12 kilometer norr om Sturt Gorge Recreation Park. 
I omgivningarna runt Sturt Gorge Recreation Park växer huvudsakligen savannskog. Genomsnittlig årsnederbörd är 729 millimeter. Den regnigaste månaden är juni, med i genomsnitt 133 mm nederbörd, och den torraste är december, med 21 mm nederbörd.